# Julien-François Zbinden
 (mai 2016).
Julien-François Zbinden, né à Rolle le 11 novembre 1917 et mort à Lausanne le 8 mars 2021, est un pianiste, compositeur et ingénieur du son vaudois.

## Biographie
Julien-François Zbinden commence le piano à l'âge de sept ans avec Ernest Décosterd. Entre 1934 et 1938, il fréquente l'École normale à Lausanne et reçoit son brevet d'enseignant. Il étudie le piano auprès de Gertrude S. Keller-Ching et de Marie Panthès pendant deux ans. Parallèlement, il prend des cours de violon et de chant respectivement auprès de Charles Mayor et Henri Gerber. En 1938, il commence sa carrière de pianiste d'orchestre, passionné par le jazz et tout ce qui est nouveau. Son intérêt se développe notamment par ses liens avec Pierre Dudan et se poursuit avec sa participation à l’ensemble Octojazzy. Après avoir étudié en autodidacte l'harmonie, les formes musicales et la composition, il suit des cours d'orchestration et de contrepoint auprès de René Gerber.
Dès 1947, Radio-Lausanne l'engage comme « pianiste à tout faire » et comme régisseur musical. Il collabore avec Jack Rollan pour la préparation de l'émission Bonjour diffusée en direct. Très vite, Julien-François Zbinden obtient des postes à haute responsabilité : En 1956, il devient chef du service musical et en 1965, chef adjoint des émissions musicales à la Radio suisse romande (RSR). De 1973 à 1979, il est président de l’Association des musiciens suisses, et de 1978 à 1991 président de la SUISA (Société suisse des droits d'auteurs). Comme musicien et ingénieur de son, il fréquente des musiciens tels qu'Igor Stravinsky, Arthur Honegger, Maurice Ravel, Sir Yehudi Menuhin, Martha Argerich, Alfred Cortot, Jacques Ibert, Darius Milhaud, Francis Poulenc, John Cage, Karlheinz Stockhausen, Armin Jordan et d'autres. Il compte pour amis plusieurs musiciens suisses plus jeunes que lui, comme Yvan Ischer, Olivier Theurillat et Richard Dubugnon.
Tout au long de sa vie, Julien-François Zbinden ne cesse de composer. Son catalogue comprend 112 œuvres touchant à tous les genres (un opéra, un oratorio, 5 symphonies, des concertos, œuvres radiophoniques, musiques de scène, musiques de films et musiques chorales), dont plusieurs lui ont valu des distinctions internationales[Lesquelles ?]. Une vingtaine de ses œuvres sont enregistrées sur disques. Il est l'un des compositeurs suisses vivants les plus joués dans le monde[réf. à confirmer]. Le style de Julien-François Zbinden se veut néoclassique ; outre le jazz, il est influencé par Maurice Ravel, Igor Stravinsky et Arthur Honegger. En 2005, le compositeur crée Éternité pour chœur de femmes et orgue, sur un texte d'Edmond Kaiser.
Julien-François Zbinden est lauréat de nombreux prix : le prix de composition Henryk Wieniawski à Varsovie (1956), le grand prix de la Communauté radiophonique des programmes de langue française, le prix de la Radiodiffusion suisse, le prix de la Société des auteurs et compositeurs dramatiques (SACD) et le prix de l'Association des amis du Festival international de Lausanne. En 1978, il est nommé au grade d'officier dans l'Ordre des arts et des lettres par le gouvernement français, et en 1993, il reçoit la Médaille d'or de la Ville de Lausanne. Il est membre d'honneur de l'association des Amis de Maurice Ravel. 
Il a fêté son centenaire le 11 novembre 2017, occasion d'un hommage radiophonique de la Radio télévision suisse et d'un concert d'hommage en sa présence à la Cathédrale de Lausanne.
Il meurt en sa maison de Valombré (hauts de Lausanne) dans sa 104e année la nuit du 7 au 8 mars 2021.

## Sources
- « Julien-François Zbinden », sur la base de données des personnalités vaudoises sur la plateforme « Patrinum » de la Bibliothèque cantonale et universitaire de Lausanne.
- 24 Heures 2002/11/23-24, p. 30 avec photo
- 24 Heures 2005/10/05, p. 15 avec photo
- 24 Heures 2007/11/02, p. 37, Revue musicale suisse, n°1er janvier 2003, p. 11, Claude Tappolet : Julien-François Zbinden, compositeur, Georg Éditeur, Chêne-Bourg, 2010
- Theaterlexikon der Schweiz, Chronos Verlag, Zurich 2005, vol. 3, p. 2139–2140, Itinéraire avec M.A.R.C., œuvres de Julien-François Zbinden pour piano, CD et booklet, Cascavelle, Fribourg, 2002,

### Bases de données
- Notices d'autorité :   - VIAF
  - ISNI
  - BnF (données)
  - IdRef
  - LCCN
  - GND
  - CiNii
  - Belgique
  - Pays-Bas
  - Pologne
  - Israël
  - NUKAT
  - Australie
  - Norvège
  - Tchéquie
  - Portugal
  - Lettonie
  - WorldCat
- Ressources relatives à la musique :   - Discogs
  - Grove Music Online
  - MusicBrainz
  - Muziekweb
  - Rate Your Music